# Etheline Rosas

## Etheline Rosas
Etheline Isaac Chamis Rosas (São Paulo, Brasil 1924 - Porto, Portugal 2012) museóloga, especialista em arte moderna e contemporânea. Em São Paulo colabora com a primeira fase (1947-1963) do Museu de Arte Moderna de São Paulo, atualmente Museu de Arte Contemporânea da Universidade de São Paulo,  na gestão e exposição da coleção de Ciccilio Matarazzo e Yolanda Penteado. Entre 1961-1963, para além das funções anteriores torna-se assistente do crítico de arte e curador Mário Pedrosa, enquanto diretor artístico do Museu de Arte Moderna de São Paulo e da VI Bienal Internacional de Arte de São Paulo, de 1961-1963.
Em Portugal, gere a Mini Galeria, no Porto, entre 1972 e 1974, e programa exposições individuais de Ana Hatherley, Júlio Resende, Alfredo Queiroz Ribeiro, entre outros. Coordena a montagem da emblemática exposição "Levantamento da Arte do Século XX no Porto", realizada em 1975, no Museu Nacional de Soares dos Reis, uma iniciativa de Ângelo de Sousa, Fernando Pernes, Joaquim Vieira, José Rodrigues e Jorge Pinheiro, um dos eventos que está na origem da criação do Centro de Arte Contemporânea no Porto. Até 1979 co-dirige com Fernando Pernes o Centro de Arte Contemporânea considerado o antecedente do Museu de Arte Contemporânea de Serralves.
O Centro de Arte Contemporânea, no Porto, destacou-se pela produção e organização de eventos relacionados com o pensamento contemporâneo e tendências emergentes de artistas nacionais e estrangeiros. Enquanto existiu o Centro de Arte Contemporânea enriqueceu a dinâmica cultural da cidade do Porto promovendo práticas artísticas multidisciplinares numa ação pedagógica e descentralizadora da arte contemporânea. Em 1987, Etheline Rosas começa a colaborar com a Casa Serralves, coordenando exposições, entre outros, dos artistas Hannah Hoch, Joan Miró, Pablo Picasso e de artistas portugueses, tais como, Ana Fernandes, António Costa Pinheiro, e António Areal.

## Exposições do Centro de Arte Contemporânea no Porto entre 1976-1980 (seleção)
1976
- George Grosz
- Eduardo Nery
- Alberto Carneiro
- Ângelo de Sousa
- Coleção Banco Pinto de Magalhães

1977
- Robert Rauschenberg
- Emilia Nadal

1978
- Augusto Gomes
- Marcel Maeyer
- Julião Sarmento
- Domingos Pinho
- Álvaro Lapa
- Sarah Afonso
- Júlio Pomar

1979
- António Pedro
- Howard Hodgkin
- Júlio Resende
- Nuno Barreto
- Wolf Vostell
- Dario Alves
- Caros Carreiro
- Pedro Rocha

1980
- Josef Albers
- "Realismo e Construtivismo"
- "Futurismo"
- "Arte Nova"
- "Arquitectura Italiana Recente"